# Кобулети
Кобулети (груз. ქობულეთი) је град у Грузији у регији Аџарија. Према процени из 2014. у граду је живело 16.546 становника.

## Становништво
Према процени, у граду је 2014. живело 16.546 становника.
| 1989.  | 2002.  | 2014.  |
| ------ | ------ | ------ |
| 20.932 | 18.547 | 16.546 |